# 第二次恩典
根據一些基督徒的經驗，二次恩典是與上帝互動中發生在基督徒的生命裏。這件事的定義在於它是獨立於第一次的拯救，而它是會帶來信徒持續可見的生命改變。

## 歷史
約翰·衛斯理認為基督徒的經歷會分成兩個不同的階段。
1. 第一階段，轉化，信徒獲得寬恕並成為基督徒。
2. 第二階段，成聖，信徒被純化和成為聖潔。

衛斯理教導兩個成聖階段可以是瞬時的經驗，亦可能是一個漸進的過程。
衛斯理死後，主流循道宗“強調成聖或聖潔的基督徒生活的目標”，的東西“可能這輩子都逐漸瞬間接收，並且應該由每一個神的孩子認真的追捧。”
美國聖潔運動興起於19世紀60年代，這再次強調韋斯利成聖教義的願望。聖潔的傳道人會教導成聖是一個瞬間的體驗。
後來，五旬節運動是由聖潔運動產生，除了成為聖潔，聖潔運動教導信徒可以從神和聖靈的恩膏得著能力。在早期的五旬節認為這是被認為第三次的恩典，但隨著時間的過去，它已經被視為二次恩典體驗的主要組成部分。

## 聖潔運動
在聖潔運動中，二次恩典被認為是從罪到潔淨的傾向，這經驗叫整全的成聖，這導致人能像基督。
五旬節誕生出了聖潔運動。查爾斯福克斯帕勒姆和威廉·西摩都是聖潔會牧師，認為這運動是上帝用來恢復教會。

## 五旬節
在五旬節，信徒被鼓勵尋求與聖靈的洗禮。在大多數五旬節教會，這個外顯現象是代表經歷了聖靈（靈洗），最常見的是方言的恩賜。古典五旬學者認為分辨在靈洗中說方言與有說方言的恩賜是基於《哥林多前書》12章8－10節。

## 基督徒成聖
基督徒成聖（也稱為完美的愛、心靈純潔、聖靈的洗、全然的祝福、基督徒聖潔、第二祝福、二之恩典、整全成聖）是衛理公會的教義，這教義產生聖潔運動。它認為重生是基督徒從原罪中達到聖潔，完全是基於上帝的愛和聖靈在人心裏的工作。

### 早期教會
早期教父波利卡普寫道：“如果一個人在這個團體，他已經履行了所有的義，因著他所擁有的愛，使他遠離一切的罪惡”（三：3）。這位2世紀的士麥那主教和約翰·衛斯理都相信：
1. 基督徒從罪中解脫是從“所有罪惡”的概念（參考《約翰一書》1：7），
2. 愛與罪是互斥，和
3. “那聖潔的愛產生的生活是榮耀神。”

### 衛斯理的教導
“基督徒的完全”這教義源自衛理公會創始人約翰·衛斯理。該學說在衛斯理的書中被描述為，成聖可以定義為完全的旅程或完全的狀態。基督徒的完全是通常被稱為“達至完美”。
完全是成聖的過程，既是一個瞬間和恩典向上的工作。它也可以被稱為整全成聖，信徒的心思意念能被潔淨是透過被聖靈充滿後能遠離罪惡。基督徒的完全，根據衛斯理的看法，是"純正的動機，奉獻所有歸於上帝和在基督裏的思想，使我們能夠走路如同基督所走的。這是"我們盡心愛上帝，我們的愛人如己。"這是不僅是好行為的修復，更是有神的形象，我們自己能充滿神的豐滿。"
衛斯理清楚指出，基督徒的完全並不意味著身體的健康或懂得判斷正與錯。這也並不表示不再違反上帝的旨意，非自願保留罪過，仍會犯錯。被完全的基督徒仍然受到誘惑，並需要不斷禱告祈求寬恕和聖潔。它不是一個絕對的完美沒有過錯，而是在愛裏完全。此外，衛斯理沒有教議完美的救贖，而是寫道，“完美的聖潔只有通過耶穌基督可被接受。”
衛斯理沒有用完美來形容無罪。同樣的，完美不是一個沒有犯罪的狀態，而是選擇不犯罪的狀態。衛斯理指出完美代表著一種變化，從對故意反叛上帝，不純正的內心，並驕傲的自由到願意順服上帝，內心動機純正，在真理中的自由。衛斯理並不認為完美為永久性的。
至於有關無罪完美的概念，約翰·衛斯理本人並沒有使用這個詞，並在他的書《基督徒的完全》（A Plain Account of Christian Perfection）中指出，“……無罪的完全是一個短語我從來沒有使用，免得我似乎自相矛盾。”然而衛斯理的指定接班人約翰·威廉·弗萊徹使用了“福音的完美無罪”或“福音無罪”詞組，但他在自己著作《The Last Check to Antinomianism》亦指出"對於第一個，也就是亞當，天真和天堂般完美基督的規律，我們幾乎可以完全放棄這無罪的完美主義。"

### 羅馬天主教教導
中世紀的基督教哲學認為，完美的概念可以描述創造，但不恰當的描述神。托馬斯·阿奎那，表明他是繼亞里士多德，定義了一個完美的東西可解作為一個“它能夠擁有其中的性質，神學大全亦指出：“那是完美的東西，它缺乏完美的標準。”因此，在世界上沒有完美和不完美，只在更加完美和較少完美。上帝允許在創造的不完美，因為他們需要好的整體利益。而對於人類，很自然地有從不完善到完善的性質。
鄧司各脫（Duns Scotus）理解完美後，用更加簡單和現實的例子解釋：“完美就是一個東西，擁有比沒有擁有較好 。”這不是神的屬性，但創造的屬性：所有東西參與在於它較大或較小的程度。一個事物的完美取決於用什麼樣的完善標準。一般情況下，完美是一事物其中有可能達到更好的狀態 。因此，“整體”和“完美”意味著或多或少相同的意思。
這是一個目的論的概念，它意味著結束（目標或目的）。上帝創造的東西是有特定的目的，甚至創造這些目的，但祂自己不是為著這個目的。既然上帝不是有限的，他不可能被稱為完美：因為完美這概念是用以描述有限的東西。完美不是一個理論概念，而是一個本體論，因為它是一個特質，在一定程度上，每一樣事都有是的。 在九世紀的思想家Paschasius Radbertus寫道：“一切事物都是更完美，更完美的就是像神。”不過，這並不意味著上帝本身是完美的。

### 路德的拒絕
路德會拒絕基督教完美主義的教導，1530年的奧斯堡信條譴責“有些人主張可能會達到這樣的完美生活，他們可以不犯罪。”
路德會，引用《羅馬人書》7：14-25和《腓立比書》3:12，認為“雖然我們將努力追求基督的完全，但我們這輩子都不能達致”。現代辯護士進一步指出：我們的救恩是完整的，只要憑信心接受。好行為是信心的果實。好行為表明我們得救，但對於拯救我們沒有參與。變得越來越像神一樣是得救的結果。如果我們的得救只著眼於好行為，我們得救是有疑問，因為我們像上帝般的得救從來都不是完美的。這輩子，我們在這不完全的生活中會陷入良心的困境，但會發現很多的安慰是來自上帝寬恕的應許。